# Фараго, Тамаш
Тамаш Фараго (венг. Tamás Faragó; 5 августа 1952, Будапешт) — венгерский ватерполист, выступал за сборную Венгрии на всём протяжении 1970-х и в первой половине 1980-х годов. Чемпион летних Олимпийских игр в Монреале, обладатель серебряной и бронзовой олимпийских наград, чемпион мира, двукратный чемпион Европы, победитель многих соревнований национального и международного значения. Также известен как тренер по водному поло и спортивный функционер.

## Биография
Тамаш Фараго родился 5 августа 1952 года в Будапеште, Венгерская Народная Республика. Активно заниматься водным поло начал в возрасте тринадцати лет в столичном клубе BVSC, за который отыграл четыре сезона. Тем не менее, практически всю дальнейшую карьеру провёл в будапештском «Вашаше» — выступал в этой команде в течение пятнадцати лет в период 1969—1984 годов — за это время он в общей сложность девять раз становился чемпионом Венгрии по водному поло и четыре раза выигрывал Кубок Венгрии.
Первого серьёзного успеха на взрослом международном уровне добился в 1970 году, когда попал в основной состав венгерской национальной сборной и побывал на чемпионате Европы в Барселоне, откуда привёз награду серебряного достоинства — в решающем противостоянии венгры уступили лидерство команде СССР. Стал чемпионом Европы среди юниоров 1971 года. Благодаря череде удачных выступлений удостоился права защищать честь страны на летних Олимпийских играх 1972 года в Мюнхене, где тоже стал серебряным призёром, вновь проиграв в финале советской команде.
В 1973 году на мировом первенстве в Кали Фараго одолел всех соперников по финальной стадии и завоевал золото. В следующем сезоне на европейском первенстве в Вене вновь был лучшим среди всех команд, тогда как на чемпионате мира 1975 года в Кали вынужден был довольствоваться серебряной наградой, в очередной раз уступив главным своим конкурентам — советским ватерполистам. Будучи одним из лидеров ватерпольной команды Венгрии, благополучно прошёл квалификацию на Олимпийские игры 1976 года в Монреале — на сей раз венгры одержали больше всего побед и заслужили звание олимпийских чемпионов.
На чемпионате Европы 1977 года в шведском Йёнчёпинге Фараго со своей командой вновь был лучшим, в то время как на мировом первенстве в Западном Берлине год спустя получил серебро, уступив первое место сборной Италии. Позже прошёл отбор на Олимпийские игры 1980 года в Москве, где венгры выступили относительно неудачно, расположившись в итоговом протоколе лишь на третьей строке и получив, соответственно, бронзовые медали — впереди оказались команды СССР и Югославии.
После московской Олимпиады Тамаш Фараго остался в основном составе венгерской национальной сборной и продолжил принимать участие в крупнейших международных турнирах, хотя на крупных соревнованиях он больше успеха не добивался. Представлял Венгрию вплоть до 1985 года, проведя за сборную 258 матчей. В период 1984—1987 годов выступал за немецкий «Дюссельдорф», с которым становился бронзовым призёром чемпионата Германии. Завершал спортивную карьеру в итальянском клубе «Аренцано», где находился в период 1987—1989 годов, выиграл Кубок обладателей кубков LEN. В 1993 году введён в Зал славы мирового плавания.
Завершив спортивную карьеру, работал тренером по водному полу в своём родном клубе «Вашаш», возглавлял молодёжную и женскую национальные сборные Венгрии, с 2015 года возглавляет женскую сборную США. Также занимался административной деятельностью, являлся членом правления Венгерской ассоциации водного поло. Почётный гражданин Будапешта и Мезётура.